# アボパルシン
アボパルシン(Avoparcin)は、グラム陽性菌に効果のあるグリコペプチド系抗生物質である。鶏、豚、牛等の成長を促進するために、家畜飼料に添加される。家禽の壊死性腸炎を防ぐためにも用いられる。
アボパルシンは、α-アボパルシンとβ-アボパルシンという2つの類似した化合物の混合物であり、これらは、β-アボパルシンに塩素が1つ余分に付加している点が異なっている。また、バンコマイシンとも構造が似ている。この類似性のため、動物にアボパルシンを広く用いることで、バンコマイシン耐性細菌の流行が懸念されている。
アボパルシンは、かつてオーストラリアやEUで用いられてきたが、現在はどちらでも許可されていない。アメリカ合衆国では、認可されたことはない。